# Menen Asfaw
Menen Asfaw, född 1889, död 1962, var en etiopisk kejsarinna, gift 1911 med kejsar Haile Selassie. Hon var dotter till Asfaw, Jantirar av Ambassel, och Woizero Sehin Mikael; hennes far härstammade från kejsarhuset.

## Biografi
Menen Asfaw gifte sig först med adelsmannen Dejazmach Ali av Cherecha, som hon skilde sig från. Hon gifte sig en andra gång med adelsmannen Dejazmach Amede Ali Aba-Deyas. Efter sin andre makes död gifte hon sig en tredje gång med adelsmannen Ras Leul Seged Atnaf Seged omkring år 1910. hon presenterades för Haile Selassie av sin farbror, Lij Iyasu, som såg till att hon separerades från sin man och blev omgift med Haile Selassie för att binda denne till sig genom ingift släktskap.
Menen var beskyddare för Etiopiska Röda korset, för Etiopiska kvinnors välgörenhetsorganisation och för Jerusalems sällskap, som arrangerade pilgrimsresor. Hon grundade Kejsarinnan Menes skola för flickor i Addis Ababa, och brukade närvara vid dess examensavslutningar. Hon beskrivs som mycket religiös och finansierade många kyrkors reparationer. 1935 grundade kejsarinnan Ethiopian Women's Philantrophic Association. 
Menen ansågs vara en idealisk kejsarinna; hon beskrivs som värdig och medkännande och ägnade sig mycket åt representation både vid Haile Selassies sida och ensam. Utåt berörde hon aldrig politiska frågor, men privat var hon känd som makens politiska rådgivare. 
Under den italienska ockupationen 1936–1941 avgav hon ett löfte att skänka sin krona till kyrkan om Etiopien återfick sin självständighet, ett löfte hon också höll sedan ockupationen hävts. 
Under kuppen 1960, då Haile Selassie avsattes tillfälligt och tronföljaren utropades till monark av kuppledarna, satt hon i husarrest. Eftersom hon kort dessförinnan hade setts besöka de olika militärposterna runt palatsområdet med tronföljaren, spekulerades det om att de hade varit medvetna om kuppen i förväg och givit sitt stöd till den, men det anses inte troligt.